# Ichiban Records
Ichiban Records war ein unabhängiges Hip-Hop-Label, das 1985 in Atlanta, Georgia gegründet wurde. Die wichtigsten Sublabels waren Wrap Records und Nastymix Records, das Label Urgent!Records wurde von Ichiban Records vertrieben. Neben Hip-Hop-Alben wurden auch Alben von älteren, erfolgreichen Bluesmusikern wie The Legendary Blues Band und Raful Neal veröffentlicht. Nach der Auflösung übernahm EMI den Katalog, es wurden aber bis heute keine Alben wieder aufgelegt.

## Künstler auf Ichiban Records

### Hip-Hop
Father Dom, Gangsta Pat, Insane Poetry, Kilo Ali, K-Nock, MC Brains, MC Breed,Rodney O & Joe Cooley, Sir Mix-a-Lot, Kid Sensation, Success-n-Effect, Vanilla Ice, Sleestack'z

### Pop, Blues, Rock, Soul
Legendary Blues Band, Deadeye Dick, Matt Kendrick, Barbara Lynn, Phunk Junkeez, Raful Neal, Jerry "Boogie" McCain, Roy Ayers, Chick Willis, Miisa, Buster Benton, Gary B.B. Coleman, The Three Degrees, Millie Jackson, The Royalettes, Mind (Made in Detroit)